# اکبولاک، قزاقستان
اکبولاک، قزاقستان (به لاتین: Akbulak, Kazakhstan) یک منطقهٔ مسکونی در قزاقستان است که در استان الماتی واقع شده‌است.